# 羨慕
羨慕（英語：Envy），負面上也稱為嫉妒。羨慕可以定義為一個人意識到自己的身份、成就或財產等不及別人，並且渴望得到或希望其他人缺乏這類物質的一種情感。
在基督教的七大罪中，嫉妒被視為嚴重度僅次於驕傲的罪；而忌妒心重的人通常具有比較強的攻擊性以及反社會的傾向，會去扭曲事實導向對自己有利的條件，也比較會參與暴力事件與欺凌變成加害者，NIH症候群等非理性拒絕他人提供的貢獻或產品等的傾向，其起因之一也可能是嫉妒，因此嫉妒常常出現在文學作品中的反派角色的人格身上，許多哲學家曾研究不同的方式轉念改變忌妒心態的方法。
羨慕亦可能源於負面自我評價，因為與比較強的人作比較，從而讓人自慚形穢，最終導致自我意像低下；另一些人則認為羨慕別人是好的。如果羨慕者希望自己成為被羨慕者，他們便會視被羨慕者為模範，因為他們將會擁有被羨慕者的特質。
伯特蘭·羅素說羨慕是其中一個最使人不快的原因。這是一個普遍和人性最不幸的一方面，因為這不僅是羨慕的人因羨慕而變得不快樂，而是也希望對別人造成不幸。雖然，羨慕通常被視為負面的，伯特蘭·羅素還認為羨慕是民主運動背後的一種動力，必須忍受以實現一個更加公正的社會制度。

## 心理學

### 羨慕、妒忌和幸災樂禍
「羨慕」和「妒忌」往往交替使用，但在正確文法中，這兩個詞語卻是描述兩種截然不同的情感。在一般文法中，妒忌是指未能擁有他人所擁有的利益，從而產生怨恨不忿的心；而羨慕則是極度渴望別人所有，甚至伴有痛苦的感覺。羨慕通常涉及兩個人，而妒忌通常涉及三個人。羨慕和妒忌是由不同的情況和情緒經驗而導致。羨慕和妒忌是源於幸災樂禍。

## 哲學
亞里士多德在修辭學上定義羨慕（phthonos）是別人的好運所造成的痛苦。而伊曼努爾·康德則在道德形而上學上將羨慕定義為一種看到自己的福祉被他人的所掩蓋的不願，因為我們衡量富裕的標準不是自己福祉本身的內在價值，而是與其他人作比較的結果。在佛教的四無量心中的第三個喜心，代表從別人的好運中得到歡樂。這種美德被認為是對抗羨慕（嫉妒）的辦法和幸災樂禍的相反。

## 藝術
在英國、美國和其他以英語作為母語的國家中，羨慕往往與綠色扯上關係，例如綠色與羨慕（green with envy）。詞組綠眼怪物（green-eyed monster）是指一個人受到羨慕所激發。這建基於威廉·莎士比亞的作品奧賽羅的台詞。威廉·莎士比亞亦有在威尼斯商人中提到綠眼怪物，當波蒂亞（Portia）說：「作為可疑的思想和皮疹擁抱絕望和戰慄恐懼和綠眼的妒忌，就像在空氣中的激情隊伍。」
在華語地區，羨慕則與紅色有關。例如英國廣播公司中文網曾以「孟買眼紅上海？」作為標題，以表達雙方之間的差異。香港文匯報亦曾以「中印富豪激增　區外銀行眼紅」作為標題。

## 宗教

### 西方宗教
羨慕（嫉妒）是基督宗教的七宗罪之一。出埃及記第20章17節說道：「您不得覬覦你鄰居的房子，你不得覬覦你鄰居的妻子，或男或奴隸，或牛，或驢，或任何屬於你鄰居的東西。」
在伊斯蘭教中，羨慕（阿拉伯語中稱哈薩德）可以摧毀一個人的事蹟。因此，我們必須滿足於上帝所給予他們的，並說Maashallah（上帝意志的話）。

### 东方宗教
佛教认为嫉妒心爲烦恼之一种，谓之“嫉结”，可以生發诸恶业。亦有“妒瞋”和“妒癡”的說法。

## 延伸閱讀
- （英文）Epstein, Joseph. (2003) Envy: The seven deadly sins. New York, Oxford University Press.
- （英文）Salovey, P. (1991) The Psychology of Jealousy and Envy
- （英文）Schoeck, H. (1969) Envy: A theory of social behavior. New York: Harcourt, Brace and World.
- （英文）Smith, R.H. (2008) Envy: Theory and research. New York, Oxford University Press.
- （英文）Kenneth Westhues (2004) The Envy of Excellence: Administrative Mobbing of High-Achieving Professors. Lewiston, New York: Edwin Mellen Press. （页面存档备份，存于）

## 外部連結
- （英文）Stanford Encyclopedia of Philosophy entry （页面存档备份，存于）